# István-Loránt Antal
Antal István-Loránt (n. 19 octombrie 1981, Odorheiu Secuiesc, Harghita, România) este un senator român, ales în 2020 din partea UDMR. 